# Капска гургулица
Капските гургулици (Oena capensis), наричани също маскови гургулици, са вид птици от семейство Гълъбови (Columbidae), единствен представител на род Oena.
Разпространени са в Субсахарска Африка и Близкия Изток, най-често в полупустинни области с храстова растителност. Достигат дължина 22 сантиметра, размах на крилата 28 – 33 сантиметра и маса около 40 грама. Прекарват повечето време на земята и се хранят главно със семена на тревисти растения.